# Херсонский проезд
Херсо́нский прое́зд — проезд в Центральном районе Санкт-Петербурга. Проходит от Херсонской улицы до Синопской набережной.

## История
Название известно с 1936 года. Дано по Херсонской улице.

## Объекты
- дом 1 — Бадаевский хлебозавод (крупнейший хлебозавод компании «Каравай»)
- дом 2 — Государственное унитарное автотранспортное предприятие «Смольнинское»
- Северо-Западный Телеком
- дом 4 — АЗС «Лукойл»